# THE DREAM QUEST
「THE DREAM QUEST」（ザ・ドリーム・クエスト）は、2017年10月10日に発売されたDREAMS COME TRUEの18作目のオリジナル・アルバム。発売元はDCT records / UNIVERSAL SIGMA。

## 概要
- オリジナルアルバムとしては『ATTACK25』以来、約3年1ヶ月振りの発売、アルバム自体の作品としてはベストアルバム『DREAMS COME TRUE THE ウラBEST! 私だけのドリカム』以来となる。また、発売から約1年7ヶ月後に元号が平成から令和に改元されたため、平成最後のアルバム作品でもある。
- 前2作ベスト同様、初回限定盤（CD+DVD含む）の設定はなく、通常盤（CD）のみでの形態となる。なお、オリジナルアルバムとしての通常盤のみでの販売は、8thアルバム『LOVE UNLIMITED∞』以来、21年振りとなる（アンコール・プレス盤は除く）。
- アルバムタイトルである『THE DREAM QUEST』とは、ロールプレイングゲームソフト『ドラゴンクエスト』から由来をしており、キャッチコピーも元の「ドラクエ」から「“ドリクエ、はじめる？”」ともじっている。
- DREAMS COME TRUEのアルバムとしては初となる、全曲解説とセルフライナーノーツが封入されている。
- 本作はニューヨークにて約3ヶ月間レコーディングやジャケットのアートワーク、マスタリングなど至る所まで行き来をし、「作曲や作詩、アレンジ、レコーディングは、詰まりまくったスケジュールをこじ開けるように創作期間を設け、ギリギリまで没頭して作り、配信シングルとしてリリースしていた5曲に関しても、すべてミックスをし直し、曲によっては録り直した」と語っている。
- 収録構成は、配信限定シングルや提供曲のセルフカバー、新録曲などを含む全18曲を収録（当初は発表時点で、12曲入り）。このうち、配信限定でリリースされたシングル楽曲6作が初のCD化（2014年の52ndシングル『AGAIN』以来、シングルCDが発売されていない為）[注 1]となり、アルバムバージョン用にリミックスやボーカルを録り直した「TDQ VERSION」と釘打ち、シングル音源である「SINGLE VERSION」にはボーナストラックとしてそれぞれ5曲ずつ収録されている（「あなたのように」は除く）。また、他アーティストによる提供曲のセルフカバーが2曲とインタルード含む新録曲5曲が収録されている[2]。
- リリースに先駆けて、9月14日より特設サイトにて全曲（インタルード除く） 試聴を公開。
- 収録曲である『あなたのように』のタイアップかつ2016年・2017/2018年の全国ツアーのスポンサーとなっているかんぽ生命の関連から、全国約4,500店舗の郵便局にてプレスリリース販売という異例の試みを果たすこととなる[3]。
- 10月21日より、本作を提げた全国ツアー『かんぽ生命 presents DREAMS COME TRUE CONCERT TOUR 2017 / 2018 -THE DREAM QUEST-』が全国12都市で計32公演を開催されている。
- 同時発売としてアナログレコード（LP盤）もリリースされた（ネット販売のみ。店頭販売は10月25日より開始）。オリジナルアルバムをレコードで国内販売するのは今回が初となる。なお、アナログ盤にはボーナストラックの5曲は収録されていない。
- 本作の発売直前に、過去の全楽曲をサブスクリプションサービス（定額制音楽配信サービス）にて配信を開始した。本作は、Spotifyにて音楽ストリーミングでは独占配信をCD発売と同じ日に開始。CD発売と同時に音楽ストリーミングでの配信を開始するのは今回はが初となる。その後、全てのサブスクリプションサービスをスタート。(愛しのライリーは購入限定)

## チャート成績
2017年10月23日付のオリコンチャートで、初週7.0万枚を売り上げて、初登場1位を獲得した。アルバムの首位は4作連続、通算16作目となった。また、女性ボーカルグループによるアルバム主要3部門「首位獲得作品数」「総売上枚数」「ミリオン獲得作品数」で歴代1位記録を保持しているドリカムは、そのうち2部門を更新。自身が保持する女性ボーカルグループ歴代1位記録を更新した（歴代2位＝ZARDの通算11作）。さらに、同じく自身が女性ボーカルグループ歴代1位のアルバム総売上枚数も2975.7万枚に伸ばした（歴代2位＝ZARDの1990.0万枚）。

## 収録内容
| 全作詞: 吉田美和、全編曲: 中村正人。 |                                                            |           |                    |      |
| #                                    | タイトル                                                   | 作詞      | 作曲               | 時間 |
| 1.                                   | 「THE THEME OF THE DREAM QUEST」                           | 吉田美和  | 吉田美和・中村正人 | 1:31 |
| 2.                                   | 「KNOCKKNOCK! -TDQ VERSION-」                              | 吉田美和  | 中村正人・吉田美和 | 4:07 |
| 3.                                   | 「世界中からサヨウナラ」                                   | 吉田美和  | 吉田美和・中村正人 | 3:47 |
| 4.                                   | 「秘密」                                                   | 吉田美和  | 吉田美和・中村正人 | 3:43 |
| 5.                                   | 「あなたが笑えば -DCT VERSION-」                           | 吉田美和  | 中村正人           | 4:27 |
| 6.                                   | 「その日は必ず来る -TDQ VERSION-」                         | 吉田美和  | 吉田美和・中村正人 | 4:53 |
| 7.                                   | 「あなたと同じ空の下 -TDQ VERSION-」                       | 吉田美和  | 中村正人           | 3:57 |
| 8.                                   | 「九州をどこまでも -TDQ VERSION-」                         | 吉田美和  | 吉田美和           | 4:17 |
| 9.                                   | 「堕ちちゃえ」                                             | 吉田美和  | 吉田美和・中村正人 | 4:08 |
| 10.                                  | 「普通の今夜のことを -let tonight be forever remembered-」 | 吉田美和  | 吉田美和・中村正人 | 3:47 |
| 11.                                  | 「愛しのライリー -TDQ VERSION-」                           | 吉田美和  | 中村正人           | 3:34 |
| 12.                                  | 「あなたのように」                                         | 吉田美和  | 吉田美和・中村正人 | 3:58 |
| 13.                                  | 「THE DREAM QUEST -OVERTURE-」                             | 吉田美和  | 吉田美和・中村正人 | 1:19 |
| 合計時間:                            | 合計時間:                                                  | 合計時間: | 47:28              |      |

| 全作詞: 吉田美和、全編曲: 中村正人。 |                                         |           |                    |      |
| #                                    | タイトル                                | 作詞      | 作曲               | 時間 |
| 14.                                  | 「九州をどこまでも -SINGLE VERSION-」   | 吉田美和  | 吉田美和           | 4:32 |
| 15.                                  | 「愛しのライリー -SINGLE VERSION-」     | 吉田美和  | 中村正人           | 3:35 |
| 16.                                  | 「KNOCKKNOCK! -SINGLE VERSION-」        | 吉田美和  | 中村正人・吉田美和 | 4:05 |
| 17.                                  | 「あなたと同じ空の下 -SINGLE VERSION-」 | 吉田美和  | 中村正人           | 3:58 |
| 18.                                  | 「その日は必ず来る -SINGLE VERSION-」   | 吉田美和  | 吉田美和・中村正人 | 4:50 |
| 合計時間:                            | 合計時間:                               | 合計時間: | 21:00              |      |

### 楽曲解説
1. THE THEME OF THE DREAM QUEST
曲のモチーフは、前アルバム『ATTACK25』に収録されていたシングル「さぁ鐘を鳴らせ」のメロディーがサンプリングされている。
2. KNOCKKNOCK! -TDQ VERSION-
4th配信シングル。シングルバージョンよりボーカルのエフェクト加工などが少なくなっている。
3. 世界中からサヨウナラ
音楽ストリーミング配信サービス「Spotify #今のサントラ 犬の散歩編」CFイメージソング。
日本を含め18（沖縄方言も含めて19）の言語で「サヨウナラ」を意味する単語が歌詞に盛り込まれている。また、自身の楽曲「SAYONARA」のフレーズも使用されている。
4. 秘密
5. あなたが笑えば -DCT VERSION-
2011年にリリースされた観月ありさのアルバム『SpeciAlisa』収録の提供楽曲をセルフカバー。
6. その日は必ず来る -TDQ VERSION-
6th配信シングル。シングルバージョンにあったサビ前の「ENERGY for ALL」の詩が排除されており、スキャットに変わっているほか、アウトロのギターソロがカットされている。
7. あなたと同じ空の下 -TDQ VERSION-
5th配信シングル。イントロや間奏の「WELCOME TO SPACE FANTASY THE RIDE」のSE調詞が「WELCOME TO MY NEW HOMETOWN」に変更されており、よりダイナミックなアレンジになっている。
大サビ前にライブで定番の「OSK! OSK! OSK!」のSE調詞が加わった。
8. 九州をどこまでも -TDQ VERSION-
1st配信シングル。シングルバージョンのイントロ前の新幹線の走行音がカットされ、アウトロ後に流れた車掌のアナウンスがアウトロと一緒に流れるようになり、全体的に短くなった。
9. 堕ちちゃえ
10. 普通の今夜のことを -let tonight be forever remembered-
2017年9月に配信限定でリリースされた三浦大知への提供楽曲をセルフカバー。同楽曲は後に、2018年3月7日に自身初のベスト・アルバム『BEST』にて初CD化として収録。
11. 愛しのライリー -TDQ VERSION-
2nd配信シングル。シングルバージョンとはミックスが多少異なるだけで、大幅なアレンジの変更は無い。
12. あなたのように
3rd配信シングル。本作で唯一シングルバージョンで収録された。
13. THE DREAM QUEST -OVERTURE-
アルバム収録の最後を締めくくる序曲。「その日は必ず来る」をモチーフにしており、アルバムバージョンでカットされたアウトロのギターソロがこちらで使用されている。

## 演奏
- 吉田美和：Vocal, Backing Vocals, Vocal & Backing Vocals Arrangement (#1-12.14-18)
- 中村正人
  - Electric Bass (#2-6.9.10.12.13.16.18)
  - Synth Bass (#1.2.5-9.11.13-18)
  - Acoustic Bass (#8.14)
  - Wind Chime (#12)
  - Backing Vocals (#1-12.14-18)
  - All Instruments Performance by MIDI System

- CHURU：Backing Vocals (#1)
- 大谷幸
  - Wurlitzer 200A (#2.16)
  - Acoustic Piano, Additional Brass Arrangement (#12)
- Andy Snitzer：Tenor Saxophone, Additional Brass Arrangement (#2)
- Michael Davis：Trombone (#2)
- CJ Canerieri：Trumpet, French Horn (#2)
- Thad Debrock
  - Electric Guitar (#3-7.9.10.13.17.18)
  - Acoustic Guitar (#4)
- Greg Adams
  - Trumpet (#3.5.7.9.10)
  - Flugelhorn (#4)
  - Brass Arrangement (#3.4.5.7.9.10)
- Lee Thornburg
  - Trumpet (#3.5.7.9.10)
  - Trombone (#3.4.5.7.9.10)
  - Flugelhorn (#4)
- Greg Vail：Tenor Saxophone (#3.4.5.7.9.10)
- 勝田一樹 (DIMENSION)：Tenor Saxophone, Additional Brass Arrangement (#6.18)
- 須賀裕之：Trombone (#6.18)
- 遠山拓志：Trumpet, Piccolo Trumpet (#6.18)
- The Soulmatics and TSM GOSPEL ENSEMBLE：Choir (#6.18)
- JUON (FUZZY CONTROL)
  - Acoustic Guitar, Backing Vocals (#8.14)
  - Electric Guitar (#11.15)
- 佐々木史郎、中野勇介、田沼慶紀：Trumpet (#8.11)
- 本間将人
  - Additional Brass Arrangement (#8.11)
  - Soprano Saxophone (#11)
- SATOKO & JOE (FUZZY CONTROL), 中沢ノブヨシ、渡和久 (風味堂)、MAAKIII, DHIGE KEITA, GOTO：Backing Vocals (#8.14)
- 天野清継：Acoustic Guitar (#12)
- エリック・ミヤシロ：Trumpet, Piccolo Trumpet (#12)
- 西村浩二：Trumpet (#12)
- 中川英二郎：Trombone (#12)
- 朝川朋之：Grand Harp (#12)

## チャートと売上
| チャート（2017年）              | 最高 順位 |
| ------------------------------- | --------- |
| Billboard Japan Hot Albums      | 1         |
| Billboard Japan Top Album Sales | 1         |
| Billboard Japan Download Albums | 1         |
| オリコン週間アルバムチャート    | 1         |

| チャート（2017年）              | 順位 |
| ------------------------------- | ---- |
| Billboard Japan Hot Albums      | 43   |
| Billboard Japan Download Albums | 55   |
| オリコン年間アルバムチャート    | 33   |

### 認定とセールス
| 国/地域                                             | 認定     | 認定/売上数                        |
| --------------------------------------------------- | -------- | ---------------------------------- |
| 日本 (RIAJ)                                         | ゴールド | 121,000（フィジカルCD) (オリコン)  |
| 日本 (RIAJ)                                         | N/A      | 10,718（デジタル配信）（オリコン） |
| * 認定のみに基づく売上数 ^ 認定のみに基づく出荷枚数 |          |                                    |

## かんぽ生命 presents DREAMS COME TRUE CONCERT TOUR 2017/2018 - THE DREAM QUEST -

### 概要
- 3年ぶりのオリジナル・アルバム『THE DREAM QUEST』を引っ提げて行われた。
- アルバム『THE DREAM QUEST』の収録曲に加え、ワンダーランドやウラワンかのような楽曲を多く披露した。そのため、従来のアルバムツアーよりもヒット曲が多い。
- ステージは、昇降する12面体の立体的なセンターステージで、2012年のアリーナツアー『DREAMS COME TRUE 裏ドリワンダーランド 2012/2013』から6年連続のセンターステージとなった。
- かんぽ生命がスポンサーとなっている。

### スケジュール
| #              | 公演日 | 会場                                    | 開場時間 | 開演時間 |
| -------------- | ------ | --------------------------------------- | -------- | -------- |
| 1              | 10/21  | さいたまスーパーアリーナ                | 15:30    | 17:00    |
| 2              | 10/22  | さいたまスーパーアリーナ                | 15:30    | 17:00    |
| 3              | 10/28  | 大阪城ホール                            | 15:30    | 17:00    |
| 4              | 10/29  | 大阪城ホール                            | 15:30    | 17:00    |
| 5              | 11/03  | マリンメッセ福岡                        | 15:30    | 17:00    |
| 6              | 11/04  | マリンメッセ福岡                        | 15:30    | 17:00    |
| 7              | 11/18  | 宮城セキスイハイムスーパーアリーナ      | 15:30    | 17:00    |
| 8              | 11/19  | 宮城セキスイハイムスーパーアリーナ      | 15:30    | 17:00    |
| 9              | 11/25  | サンドーム福井                          | 15:30    | 17:00    |
| 10             | 11/26  | サンドーム福井                          | 15:30    | 17:00    |
| 11             | 12/02  | 北海道立総合体育センター 北海きたえーる | 15:30    | 17:00    |
| 12             | 12/03  | 北海道立総合体育センター 北海きたえーる | 15:30    | 17:00    |
| 13             | 12/16  | 横浜アリーナ                            | 15:30    | 17:00    |
| 14             | 12/17  | 横浜アリーナ                            | 15:30    | 17:00    |
| 15             | 01/06  | 日本ガイシホール                        | 14:30    | 16:00    |
| 16             | 01/07  | 日本ガイシホール                        | 14:30    | 16:00    |
| 17             | 01/13  | 大阪城ホール                            | 15:30    | 17:00    |
| 18             | 01/14  | 大阪城ホール                            | 15:30    | 17:00    |
| 19             | 01/20  | 神戸ワールド記念ホール                  | 15:30    | 17:00    |
| 20             | 01/21  | 神戸ワールド記念ホール                  | 15:00    | 17:00    |
| 21             | 02/03  | 日本ガイシホール                        | 15:30    | 17:00    |
| 22             | 02/04  | 日本ガイシホール                        | 15:30    | 17:00    |
| 23             | 02/10  | マリンメッセ福岡                        | 15:30    | 17:00    |
| 24             | 02/11  | マリンメッセ福岡                        | 15:30    | 17:00    |
| 25             | 02/17  | 広島グリーンアリーナ                    | 15:30    | 17:00    |
| 26             | 02/18  | 広島グリーンアリーナ                    | 15:30    | 17:00    |
| 27             | 03/03  | 横浜アリーナ                            | 15:30    | 17:00    |
| 28             | 03/04  | 横浜アリーナ                            | 15:30    | 17:00    |
| ドリカムの夕べ |        |                                         |          |          |
| 1              | 12/23  | グランメッセ熊本                        | 15:00    | 16:00    |
| 2              | 12/24  | グランメッセ熊本                        | 15:00    | 16:00    |
| 3              | 03/24  | 沖縄コンベンションセンター 展示棟       | 16:00    | 17:00    |
| 4              | 03/25  | 沖縄コンベンションセンター 展示棟       | 16:00    | 17:00    |

### セットリスト
| #  | タイトル                                                 | リリース年 | 初収録シングル                                  | 初収録アルバム           |
| -- | -------------------------------------------------------- | ---------- | ----------------------------------------------- | ------------------------ |
| 1  | OPEN SESAME                                              | 1990       |                                                 | WONDER 3                 |
| 2  | 決戦は金曜日                                             | 1992       | 決戦は金曜日／太陽が見てる                      | The Swinging Star        |
| 3  | JET!!!                                                   | 2005       | JET!!!／SUNSHINE                                | THE LOVE ROCKS           |
| 4  | 24/7 -TWENTY FOUR/SEVEN-                                 | 2000       | 24/7 -TWENTY FOUR/SEVEN-                        | monkey girl odyssey      |
| 5  | 連れてって 連れてって                                    | 2008       | 連れてって 連れてって                           | DO YOU DREAMS COME TRUE? |
| 6  | MARRY ME?                                                | 1997       | PEACE!／MARRY ME?                               | SING OR DIE              |
| 7  | めまい                                                   | 2006       |                                                 | THE LOVE ROCKS           |
| 8  | ESCAPE                                                   | 1990       | WONDER 3                                        |                          |
| 9  | CARNAVAL ～すべての戦う人たちへ～                        | 2007       | またね                                          | AND I LOVE YOU           |
| 10 | THE THEME OF THE DREAM QUEST                             | 2017       |                                                 | THE DREAM QUEST          |
| 11 | KNOCKKNOCK！                                             | 2017       | KNOCKKNOCK！                                    | THE DREAM QUEST          |
| 12 | 世界中からサヨウナラ                                     | 2017       |                                                 | THE DREAM QUEST          |
| 13 | 秘密                                                     | 2017       |                                                 | THE DREAM QUEST          |
| 14 | あなたが笑えば                                           | 2017       |                                                 | THE DREAM QUEST          |
| 15 | その日は必ず来る                                         | 2017       | その日は必ず来る                                | THE DREAM QUEST          |
| 16 | あなたと同じ空の下                                       | 2017       | あなたと同じ空の下                              | THE DREAM QUEST          |
| 17 | 九州をどこまでも                                         | 2015       | 九州をどこまでも                                | THE DREAM QUEST          |
| 18 | 堕ちちゃえ                                               | 2017       |                                                 | THE DREAM QUEST          |
| 19 | 普通の今夜のことを －let tonight be forever remembered－ | 2017       |                                                 | THE DREAM QUEST          |
| 20 | 愛しのライリー                                           | 2015       | 愛しのライリー                                  | THE DREAM QUEST          |
| 21 | あなたのように                                           | 2016       | あなたのように                                  | THE DREAM QUEST          |
| 22 | 太陽にくちづけを！〜あたしたち、真夏のFUN・P〜           | 1996       | 太陽にくちづけを！〜あたしたち、真夏のFUN・P〜  |                          |
| 23 | ね、がんばるよ。                                         | 2004       | ね、がんばるよ。                                |                          |
| 24 | LOVE LOVE LOVE                                           | 1995       | LOVE LOVE LOVE                                  | LOVE UNLIMITED∞          |
| 25 | LAT.43°N 〜forty-three degrees north latitude〜          | 1989       | LAT.43°N 〜forty-three degrees north latitude〜 | LOVE GOES ON…            |
| 26 | 大阪LOVER                                                | 2007       | 大阪LOVER                                       | AND I LOVE YOU           |